# مايك تي ويرك
مايك تي ويرك (بالهولندية: Mike te Wierik)‏ (8 يونيو 1992 في هولندا - ) هو لاعب كرة قدم هولندي في مركز الدفاع. شارك مع منتخب هولندا تحت 19 سنة لكرة القدم ومنتخب هولندا تحت 21 سنة لكرة القدم. أما مع النوادي، فقد لعب مع نادي غرونينغن وهيراكليس ألميلو.

## وصلات خارجية
- مايك تي ويرك على موقع قاعدة بيانات كرة القدم.إي يو (الإنجليزية)
- مايك تي ويرك على موقع Soccerway.com (الإنجليزية)
- مايك تي ويرك على موقع عالم كرة القدم.نت (الإنجليزية)